# Mešane borilne veščine
Mešane borilne veščine (MMA, mixed martial arts) so kontakten šport, ki dovoljuje in udarce in prijeme, ter tudi borbo stoje in na tleh, izvlečenih iz različnih borilnih veščin. 
Različni turnirji z mešanimi slogi so se začeli pojavljati povsod po Evropi, Japonski itd. v začetku 20 stoletja. V letu 1980 je CV Productions, Inc. ustvarila prvo pravo MMA ligo v Ameriki z imenom Tough Guy Contest, kasneje poimenovano v Battle of the Superfighters, kjer je bilo 10 turnirjev v Pensilvaniji. Leta 1983 so v ZDA ta šport prepovedali. Leta 1993 so MMA, ki se je od 1920 razvijal v Braziliji, vpeljali v Ameriko z družino Gracie in ustanovili UFC (Ultimate Fighting Championship).
Prva dokumentirana uporaba imena »mešane borilne veščine« je bila v UFC 1 s strani Howarda Rosenberga v letu 1993. To ime je postalo popularno, ko je stran [newfullcontact.com] prepisala in objavila članek. Vprašanje kdo je dejansko ukoreninil to ime je še vedno pereča debata.
Uradno predstavljeno, kot tekmovanje z namenom najti najbolj uporabno borilno veščino za resnične borilne situacije so bili tekmovalci postavljeni drug proti drugemu z malo postavljenih pravil. Kasneje so borci vnesli več borilnih veščin v svoje sloge, medtem pa so organizatorji dodali še nekaj pravil, s katerimi so hoteli povečati varnost tekmovalcev in izboljšati popularnost tega športa, da bi ga lažje sprejeli. S tem ko so sprejemali te spremembe je začela temu športu popularnost zelo rastiti.

### Zgodnja zgodovina
V obdobju klasične grške ere je obstajal antični olimpijski borilni šport poznan kot pankration, ki je imel kombinacijo znanj prijemov ter udarcev, podoben kot današnji MMA (mešane borilne veščine). Ta šport izvira iz antične Grčije in je bil kasneje podedovan s strani Rimljanov.
Turnir No holds barred fighting je bil organiziran v poznih 1880-ih, kjer so rokoborci kazali svoje sloge, grško-rimsko rokoborbo in veliko drugih so se srečali na turnirju in na music-hall challengu povsod po Evropi. V Ameriki je bil prva prava borba med bokserjem in rokoborcem v modernih časih v letu 1887, kjer je John L. Sullivan, takrat težkokategorni svetovni boksarski prvak, vstopil v ring s svojim trenerjem,  grškim rokoborskim prvakom Willaimom Muldoon, in izgubil v dveh minutah. Naslednja javno znana borba je bila v poznejših 1890-ih kjer se je kasnejši težkokategorni boksarski prvak Bob Fitzsimmons spopadel z rokoborskim prvakom Ernestom Roeberjem. V septembru 1901, je Frank »Paddy« Slavin, prvi zasledovalec za Sullivanovim naslovom, knockoutiral kasnejšega svetovnega prvaka v rokoborbi Franka Gotcha v Dawson Cityu, Kanada.
Naslednji primer mešanih borilnih veščin je bil Bartistu, ki ga je Edward William Barton-Wright odrkril v Londonu v letu 1899. Vključujoč judo, ju jutsu, boks, savate, je Bartitsu bil prvi borec mešanih borilnih veščin, ki je kombiniral Azijske in Evropske borilne stile.
Zgodovina modernih turnirjev mešanih borilnih veščin je najdena na velikih turnirjih mešanih slogov povsod po Evropi, Japonski v začetkih 1900. Na japonskem so bili ti turnirji znani kot amerikan. Amerikan turnirji so se dogajali po več pravilih, vključujoč točkovanje, najboljši trije meti ali najboljši trije knockdowni ter zmaga preko knockouta ali submission. Ko je popularnost poklicne rokoborbe padala po prvi svetovni vojni, se je šport razdelil v dve smeri in sicer: shooto, kjer so tekmovalci resnično tekmovali ter show, ki se je kasneje razvil v poklicno rokoborbo.
V letu 1936 sta se težkokategorni boksar Kingfish Levinsky in veteran poklicne rokoborbe Ray Steele spopadla v borbi, kjer je Steele zmagal po 35 sekundah borbe.
V letu 1963 se je Gene Lebell boril s profesionalnim boksarjem Milo Savagom v no-holds-barred borbi. Lebell je zmagal z Harai Goshi davljenjem, s čimer je Savaga spravil v nezavest. To je bila prva borba, ki je bila predvajana po televiziji v Severni Ameriki. Domača publika je bila tako jezna, da je začela metati stole v Lebella. 
Med letoma 1960 in 1970, je koncept združenja več različnih slogov postajal popularen na zahodu z Bruce Leejem, z njegovim sistemom filozofije Jeet Kune Do-ja. Lee je verjel, da najboljši borec ni boksar, karateist ali judoist. Najboljši borec je nekdo, ki se lahko prilagodi kateremukoli slogu, da se lahko prilagodi vsakemu posamezniku in njegovemu slugu posebej. V letu 2004 je UFC predsednik Dana White poklical Bruce Leeja, kot očeta mešanih borilnih veščin z anekdoto: »Če pogledaš kako je Bruce Lee treniral, kako se je boril, in veliko stvari, ki jih je napisal, kjer je povedal da noben slog ni perfekten. Vzeti moraš iz vsake stvari nekaj. Vzameš dobre stvari iz vsake različne discipline in jih uporabiš, ostalo pa vržeš proč.«
Mohamed Ali proti Antonio Inoki: borba se je zgodila na Japonskem leta 1976. Oba borca nista popustila in po 15 rundah neverjetne borbe, je bil razglašen neodločen rezultat. Inoki se je med borbo ulegel na hrbet in brcal Alija po nogah. Ali je utrpel poškodbe po nogah, zaradi česar je bil hospitilizran še naslednje tri dni.
Leta 1988 je Rick Roufus izzval Changpuek Kiatsongrita na Muay Thai proti kickbox borbi. Rick Roufus je bil ta čas neporažen kickboxer in držal KICK Super Middleweight svetovni naslov ter tudi PKC Middleweright ameriški naslov. Changpuek Kiatsongrit je imel veliko težav z najdbo borb na Tajskem, saj je imel zelo tipično težo (70 kg). Roufus je knockoutiral Changpueka dva krat z udarcem v prvi rundi, kjer mu je tudi zlomil čeljust, ampak je izgubil v četrti rundi zaradi zelo dobrih nizkih nožnih udarcev, na katere ni bil pripravljen.

### Moderen šport
Vse to dogajanje, ki je sledilo do tega, da sta se Ameriška in Japonska scena mešanih borilnih veščin nekako subkulturirala v dva sloga z imenom Brazilian Jiu–Jitsu ter shoot wrestling. Najprej so bila vale tudo srečanja v Braziliji, nato pa še Japonski shoot-style rokoborska srečanja.
Vale tudo turnir se je začel v letu 1920 in je postal prenovljen z Gracie challenge s Carlosom Graciejem ter Hellio Graciem, ter se obdržal s celotno Gracie družino. Gracie challenges dogodki so se dogajali v garažah ter v telovadnicah, ki so bile v posesti koga iz družine Gracie. Ko je postajalo čedalje bolj popularno je začelo biti glavna atrakcija karnevalov v Braziliji. Poklicna rokoborba je postala popularen na Janposkem zaradi Antonia Inokija v letu 1970. Inokija je treniral Rikidozan, ampak tudi Karl Gotch, kateri je treniral veliko japonskih rokoborcev.
Regularni turnirji mešanih borilnih veščin so bili uradno predstavljeni v Ameriki s strani CV Productions, Inc.. Prvo tekmovanje je bilo imenovano Tough Guy Contest, in se je dogajalo 20. marca 1980 v New Kensingtonu, Pensilvanija, v Holiday Inn. V tem letu je podjetje preimenovalo dogodke v Super Fighters in je zabeležilo deset regularnih turnirjev v Pensilvaniji. V 1983 je ta prepovedala mešane borilne veščine. V letu 1993 je bil ta šport ponovno predstavljen Ameriki z UFC (Ultimate Fighting Championship). Šport je dobil mednarodno pozornost, ko je jiu–jiuitsu borec Royce Gracie zmagal prvi Ultimate Fighting Championship turnir, s prisilo v predajo tri nasprotnike v vsega skupaj 5 minutah in s tem povzročil revolucijo v mešanih borilnih veščinah.
Japonska je imela svojo obliko tega športa in sicer disciplino Shooto, ki se razvila iz shoot rokoborbe leta 1985, začela pa se razvijani s promocijo v letu 1993. Prvi Vale Tudo Japan turnirji so bili v letu 1994 ter v letu 1995, oba turnirja pa je zmagal Rickson Gracie. V približno istem časovnem obdobju se je Vale tudo razširil na svetovno raven. Zanimanje za mešane borilne veščine kot šport je pripeljalo do tega, da je bila ustanovljena še ena organizacija in sicer Pride Fighting Championships (Pride) v letu 1997, kjer je Rickson Gracie spet nastopil, ter seveda spet zmagal.
Šport je doživel novo razsežnost popularnosti v Severni Ameriki v decembru 2006, kjer sta imela revanšo UFC lahko-težkokategornik Chuck Liddel in bivši prvak Tito Ortiz, ta borba pa je predstavljala rivalstvo nekaterim največjim boksarskim dogodkom vseh časov, in pomagalo UFC-ju doseči največjo prodajo vstopnic za en dogodek. V letu 2007 je Zufffa LLC, kupil še japonsko organizacijo PRIDE Fighting Championship, ter združil borce iz obeh organizacij skupaj, s čimer so pritegnili tudi pozornost iz drugih športov, kot so ameriški nogomet itd.

### Izvor besede MMA (Mešane borilne veščina)
Prva dokumentirana uporaba imena mešane borilne veščine je bila v UFC 1 s strani Howarda Rosenberga v letu 1993. Ta izraz je dobil popularnost, ko je stran newfullcontact.com, ena izmed največjih strani z največ oglaševanja tega športa. Blatnich in John McCarthy sta zaprosila, da se ime mešane borilne veščine uporabi v tem športu. To se je zgodilo na eventu Ultimate Fighting Championship 17, predtem pa se je uporabljal izraz »ultimate fighting«. Vprašanje na to, od kod dejansko izvira ime je še vedno pereča debata.

### MMA organizacija
Glede na MMA portal Tapology.com je več 100 organizacij, ki organizirajo MMA evente po svetu.
Odkar je UFC postal glavna organizacija na tem področju leta 2006, in z združitvijo leta 2007 z Pride Fighting Championships in še nato organizaciji WEC in Strikeforce ni nobena druga organizacija predstavila eventa, ki bi bolj pritegnil pozornost. UFC ( Ultimate Fighting Championship) ima tudi pod sabo skoraj vse izmed najbolje rankiranih borcev na svetu. 30 Aprila 2011, na UFC 129 je bilo rekordno število gledalcev (55,724) v Rogers Centre v Torontu, s čimer so tudi največ zaslužili in sicer 12,075,000$.
V letu 2011 je UFC dosegel večletno sodelovanje z Fox Sports podjetjem, s čimer so naredili velik korak naprej, in tudi pripeljali ta šport pred ekrane vseh. 
Poleg UFCja, so sedanje MMA organizacije, katere imajo vsaj tri TOP15 rankirane borce so:
-	Bellator MMA ( Nahajajo se v Kaliforniji. Njihovi eventi se predvajajo na Spike TV programu)
-	ONE Championship ( Nahajajo se v Singapurju. Njihovi eventi se predvajajo na ESPN Star Sports, in na drugih omrežjih po svetu). World Series of Fighting (Nahajajo se v Las Vegasu. Njihovi eventi se predvajajo na NBV Sports, ter na drugih omrežjih po svetu.)
-	Invicta FC (vse ženski MMA) (Nahajajo se v Severni Karolini. Njihovi eventi se predvajajo na spletu.)
Borci po navadi dobijo pogodbe od ene izmed zgoraj naštetih organizacij, vključno z UFC ( Ultimate Fighting Championship), če se dobro in uspešno borijo v drugih MMA organizacijah po svetu. 
Nekatere organizacije stremijo k temu, da gradijo svojo organizacijo na mladih prospektih, medtem ko imajo nekatere organizacije mešanico veteranov ter mladih prospektov. Nekatere organizacije živijo samo od tega, da iz njihovih organizacij preidejo v večje organizacije, nekatere organizacije pa obstajajo zato, da se trudijo obstati in postati najboljša organizacija na svetu. Nekatere organizacije tudi izvajajo po na primer 4 evente na leto, nekatere pa jih izvajajo tudi po eno na mesec. Najbolših 50 MMA organizacij na svetu je bilo zbranih na Sherdog forumu, kjer so jih ocenili koliko talenta ima posamezna organizacija, koliko ga je imela v preteklosti, in kako odmevni so njihovi eventi. Popularnost ima tudi vpliv na ocenjevanje.

### MMA telovadnice
Po svetu je na stotine MMA telovadnic.
Trenutno najboljše MMA telovadnice na svetu, glede na to koliko top rankiranih borcev, vključno z UFC prvaki imajo, so:
1. Kings MMA – Nastanjena v Huntington Beach, Kalifornija. Je trenutno edina telovadnica, ki ima trenutno dva UFC aktualna prvaka (Rafael Dos Anjos in Fabricio Werdum)
2. Jackson – Winkeljohn MMA – Nastanjena v Albuquerque, New Mexico
3. American Top Team (ATT) – Nastanjena v Coconut Creek, Florida.
4. American Kickboxing Academy (AKA) – Nastanjena v San Jose, Kalifornija
5. Nova Uniao – Nastanjena v Rio de Janeiro, Brazilija
6. Blackzilians – Nastanjena v Boca Raton, Florida
7. Alliance MMA – Nastanjena v San Diego, Kalifornija
8. Black House (Team Nogueira) – Nastanjena v Rio de Janeiro, Brazilija
9. AMC Pankration – Nastanjena v Kirkland, Washington
10. Roufusport – Nastanjena v Milwaukee, Wisconsin
11. Team Alpha Male – Nastanjena v Sacramento, Kalifornija

Še omembe vredni:
- Reign MMA (propadla) – Nastanjena v Orange Country, Kalifornija
- MMA Lab – Nastanjena v Glendale, Arizona
- Tristar Gym – Nastanjena v Montrealu, Quebe, Kanada.

### Razvoj borcev
Kot rezultat naraščaja števila borcev, organiziranih trening kampov, deljenja informacij, je razumevanje borb in strategij zelo napredovala. UFC komentator Joe Rogan trdi, da so mešane borilne veščine napredovale bolj v zadnjih 10 letah, ko pa so prej v 700 letih skupaj.  V začetku 1990 so borci stila brazilian jiu – jiutsu dominirali v tem športu.